# Can Solà (Sant Andreu de Llavaneres)
Can Solà és una obra de Sant Andreu de Llavaneres (Maresme) protegida com a Bé Cultural d'Interès Local.

## Descripció
Masia del segle xvii. Construcció de planta rectangular allargassada orientada a migdia, amb alguns cossos laterals i de grans dimensions. L'edificació té una alçada de planta baixa i una planta pis, sobre la que s'aixeca una segona planta o un sotacobert en algunes parts de l'edificació. Destaquen les terrasses horitzontals.
(Text procedent del POUM)